# Alexandre de Plœuc
Pour les autres membres de la famille, voir Maison de Plœuc.
Alexandre-Marie-Sébastien, marquis de Plœuc, est un homme politique français né le 7 octobre 1815 à Quimper (Finistère) et mort le 25 août 1887 au château de Guerguélégand à Landrévarzec, alors en Briec-de-l'Odet (Finistère). 

## Biographie
Descendant d'une famille noble connue de Bretagne, il est le fils d'Alexandre de Plœuc, officier de marine, émigré pendant la Révolution française, conseiller de préfecture, et de Marie-Louise-Alexandrine Le Jumeau de Kergaradec. Il épouse Émilie-Agathe-Marie de Mauduit du Plessis, fille de Charles Antoine Jean de Mauduit du Plessis, capitaine de vaisseau, et de Emilie de Meslou de Tregain.
Alors qu'il se destine à la Marine, une chute de cheval qui le rend boiteux l'oblige à se réorienter. Il entre dans l'administration des finances et après avoir été commissaire du gouvernement chargé de régler la situation financière de la Grèce vis-à-vis des trois puissances protectrices, il devient, de 1850 à 1868, membre du grand conseil du Trésor Ottoman, puis administrateur (il est membre du Comité parisien de 1868 à 1887) et directeur général de la banque ottomane à Constantinople de 1863 à 1868. Sous-gouverneur de la Banque de France en 1868, il assure, à Paris, la direction pendant la Commune, arrivant à ne donner que peu d'argent aux communards.

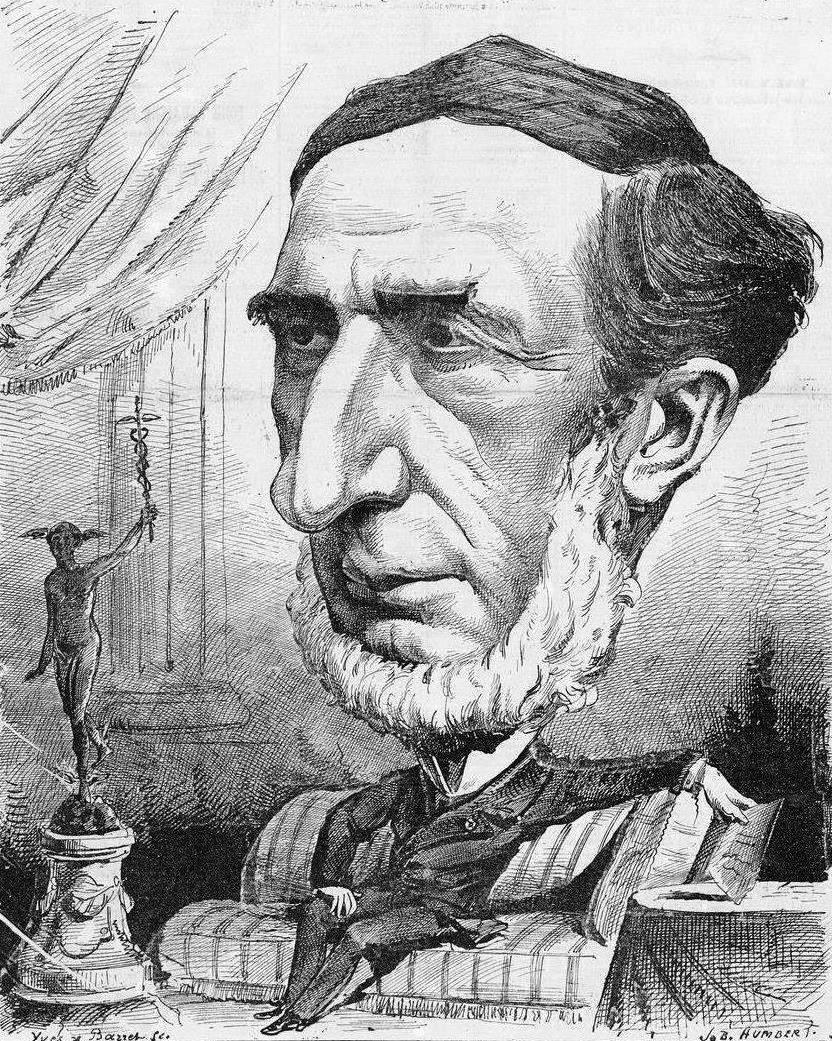
Caricature du marquis de Plœuc par Humbert (Comic-Finance, 30 octobre 1873)

Candidat de l'Union parisienne de la presse, il est élu représentant de la Seine aux élections complémentaires du 2 juillet 1871 et siège comme conservateur monarchiste au centre droit. Il est battu en 1876 et se retire de la vie politique.
Ses obsèques furent célébrées à Briec ; son tombeau est dans l'église paroissiale de Landrévarzec

## Sources
- « Alexandre de Plœuc », dans Adolphe Robert et Gaston Cougny, Dictionnaire des parlementaires français, Edgar Bourloton, 1889-1891 [détail de l’édition]